# المدرسة الوطنية للطب البيطري بسيدي ثابت
المدرسة الوطنية للطب البيطري بسيدي ثابت هي إحدى مؤسسات التعليم العالي بتونس وهي تحت الإشراف المشترك بين وزارتي الفلاحة، والتعليم العالي والبحث العلمي والتكنولوجيا حيث تعود بالنظر إلى جامعة منوبة. وتوجد بسيدي ثابت من ولاية أريانة على بعد حوالي 20 كلم من تونس العاصمة. وهي المدرسة الوحيدة بتونس للطب البيطري. وقد بعثت عام 1974.

شعار المدرسة الوطنية للطب البيطري بسيدي ثابت

## أرقام
خلال السنة الدراسية 2006-2007 بلغ الإطار التدريسي بالمدرسة 47 أستاذا، وعدد الطلبة 443 طالبا. أما عدد الخريجين خلال نفس السنة فقد بلغ 26 مقابل 63 في السنة السابقة.

## وصلة خارجية
موقع المدرسة الوطنية للطب البيطري بسيدي ثابت.